# Палаццуоло-суль-Сеніо
Палаццуоло-суль-Сеніо (італ. Palazzuolo sul Senio) — муніципалітет в Італії, у регіоні Тоскана, метрополійне місто Флоренція.
Палаццуоло-суль-Сеніо розташоване на відстані близько 260 км на північ від Рима, 45 км на північний схід від Флоренції.
Населення — 1168 осіб (2014).
Щорічний фестиваль відбувається 26 грудня. Покровитель — святий Степан.

## Демографія
Населення за роками:

Станом на 1 січня 2023 року в муніципалітеті офіційно проживали 44 іноземці з 16 країн, серед них 12 громадян країн Євросоюзу та 7 громадян України.

## Сусідні муніципалітети
- Борго-Сан-Лоренцо
- Бризігелла
- Казола-Вальсеніо
- Кастель-дель-Ріо
- Фіренцуола
- Марраді